# Europese weg 25
De Europese weg 25 is een Europese weg die loopt van Hoek van Holland naar Palermo.
De E25 begint in Nederland bij Hoek van Holland en volgt daarna de N223 (Hoeksebaan) tot knooppunt Westerlee. Vanaf deze turborotonde volgt de E25 de autosnelwegen A20, A12 en A2 naar de Belgische grens.
In België volgt de E25 de A25. Bij Luik moet men ofwel door het centrum (via de N90 en de N610), ofwel via de A3 en de A602 rond het centrum rijden. Daarna vervolgt de E25 via de A26 en de A4 naar de grens van Luxemburg. De weg vormt zo een belangrijke verbinding voor toeristen- en goederenverkeer vanuit Vlaanderen en Nederland naar het zuiden.

## Route

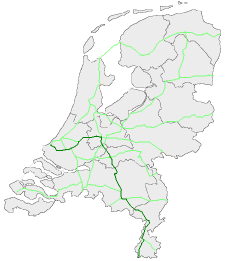
In Nederland
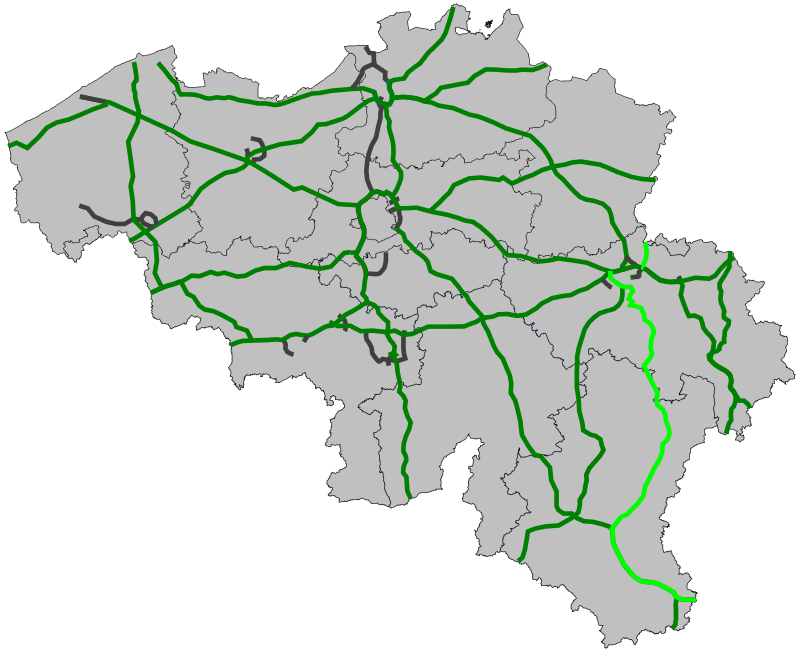
In België

## Plaatsen langs de E25
| Nederland - Hoek van Holland - Rotterdam - Gouda - Utrecht - 's-Hertogenbosch - Eindhoven - Maastricht België - Moelingen - Luik - Bastenaken - Neufchâteau - Aarlen Luxemburg - Luxemburg |  | Frankrijk - Metz - Saint-Avold - Straatsburg - Mulhouse Zwitserland - Bazel - Olten - Bern - Lausanne - Genève Frankrijk - Mont Blanc Italië - Aosta - Ivrea |  | - Vercelli - Alessandria - Genua Vervolgens met de veerboot naar Frankrijk (Corsica) - Bastia - Porto-Vecchio - Bonifacio Vervolgens met de veerboot naar Italië - Porto Torres - Sassari - Cagliari Vervolgens met de veerboot naar - Palermo |

## Nationale wegnummers
De E25 loopt over de volgende nationale wegnummers:
| Nummer      | Tracé                                          |
| Nederland   | Nederland                                      |
| ----------- | ---------------------------------------------- |
|             | Hoek van Holland - Knooppunt Westerlee         |
|             | Knooppunt Westerlee - Gouda                    |
|             | Gouda - Utrecht                                |
|             | Utrecht - België                               |
| België      |                                                |
|             | Nederland - Luik                               |
|             | Ringweg Luik                                   |
|             | Ringweg Luik                                   |
|             | Luik - Neufchâteau                             |
|             | Neufchâteau - Luxemburg                        |
| Luxemburg   |                                                |
|             | België - Luxemburg                             |
|             | Luxemburg - Frankrijk                          |
| Frankrijk   |                                                |
|             | Luxemburg - Metz                               |
|             | Metz - Straatsburg                             |
|             | Straatsburg - Sélestat                         |
|             | Sélestat - Colmar                              |
|             | Colmar - Zwitserland                           |
| Zwitserland |                                                |
|             | Frankrijk - Bazel                              |
|             | Bazel - Härkingen                              |
|             | Härkingen - Frankrijk                          |
| Frankrijk   |                                                |
|             | Zwitserland - Saint-Julien-en-Genevois         |
|             | Saint-Julien-en-Genevois - Chamonix-Mont-Blanc |
|             | Chamonix-Mont-Blanc - Italië                   |
| Italië      |                                                |
|             | Frankrijk - Courmayeur                         |
|             | Courmayeur - Ivrea                             |
|             | Ivrea - Santhià                                |
|             | Santhià - Vercelli                             |
|             | Vercelli - Mele                                |
|             | Mele - Genova                                  |
|             | Genova - Porto di Genova                       |
| Frankrijk   |                                                |
|             | Bastia - Borgo                                 |
|             | Borgo - Bonifacio                              |
| Italië      |                                                |
|             | Porto Torres - Cagliari Nord                   |
|             | Cagliari Nord - Cagliari Ovest                 |
|             | Cagliari Ovest - Cagliari Porto                |

## Galerij

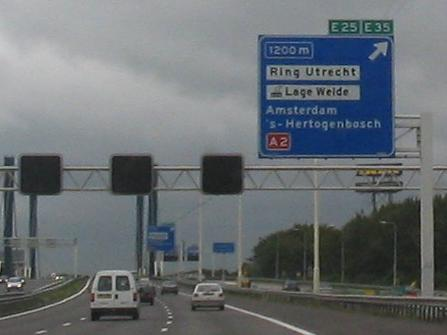
Bord E25 op de A12, ten zuiden van Utrecht
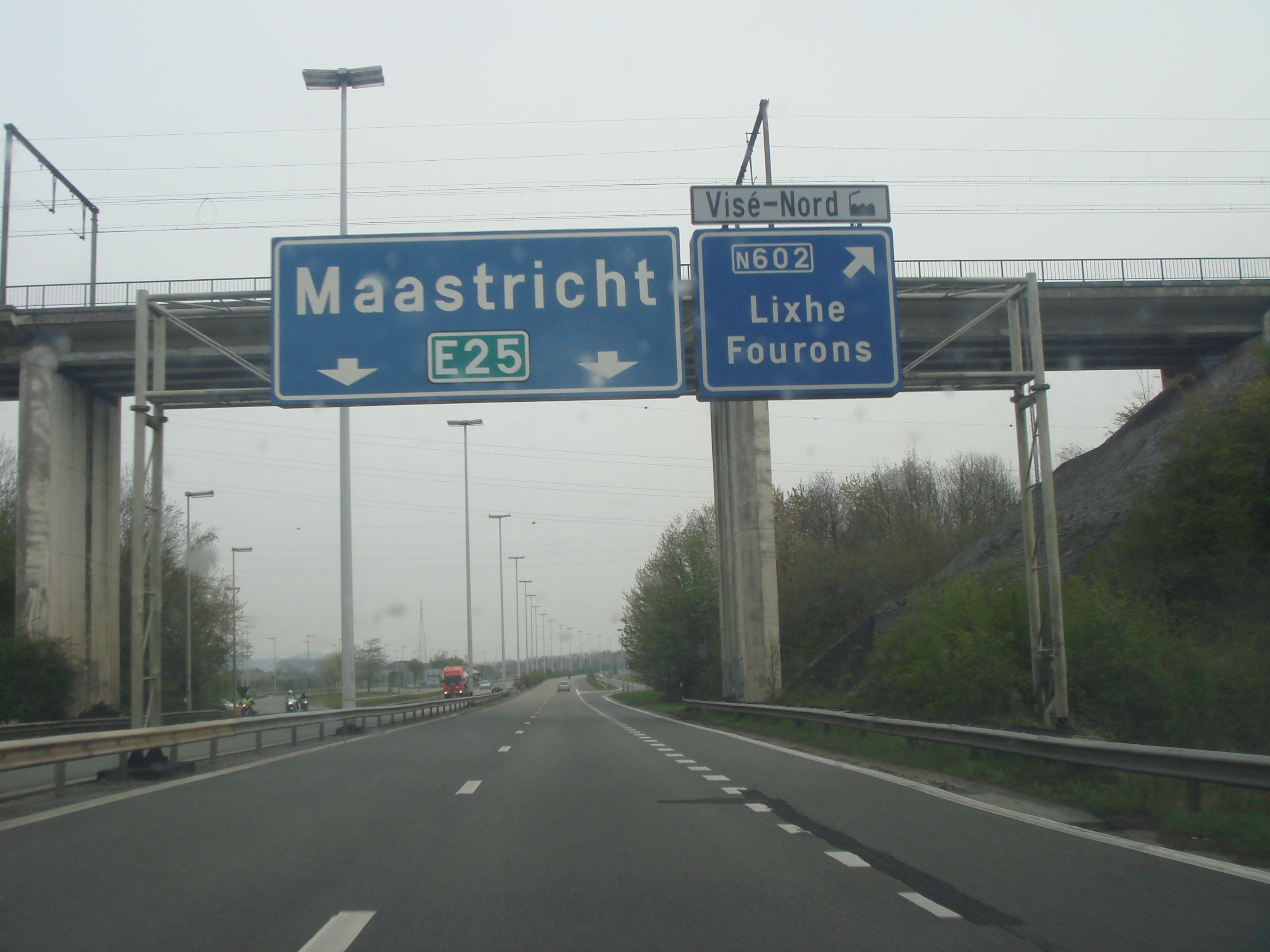
E25 in België direct ten zuiden van de Nederlandse grens